# Lofexidina
La lofexidina è un farmaco con proprietà simili a quelle della clonidina. Si tratta cioè di un agonista del recettore alfa 2 adrenergico. Secondo alcuni studi i due farmaci avrebbero dimostrato una efficacia sostanzialmente sovrapponibile nel trattamento dell'ipertensione sia di grado lieve che moderato. La lofexidina godrebbe del vantaggio di presentare un minor effetto sedativo. Storicamente la lofexidina è stata utilizzata come anti ipertensivo a breve durata d'azione, ma ha conosciuto un maggiore successo nel trattamento volto ad alleviare i sintomi fisici di astinenza da eroina ed oppiacei.

## Farmacocinetica
Dopo assunzione per os la lofexidina viene ben assorbita dal tratto gastrointestinale. Il picco di concentrazione plasmatica si raggiunge a distanza di circa 3 ore dalla somministrazione. Il farmaco viene rapidamente distribuito nei tessuti di tutto l'organismo Lo steady state si raggiunge al termine del secondo giorno di assunzione. L'emivita di eliminazione della lofexidina è di circa 11 ore.

## Tossicologia
Nel topo e nel ratto il valore della dose letale è compreso tra 74 mg/kg e 147 mg/kg, per via orale, e tra 8 mg/kg e 18 mg/kg, per endovena.

## Usi clinici
Il farmaco viene impiegato nel controllo dei sintomi di astinenza da oppioidi.

## Somministrazione
Nella prevenzione della astinenza da oppiacei inizialmente si somministrano 0,2 mg per via orale due volte al giorno. La dose può successivamente essere incrementata di 0,2 mg/die, fino ad un massimo di 2,4 mg/die. Dopo un periodo di terapia di 7-10 giorni, il trattamento viene gradualmente sospeso nel corso di 2-4 giorni.

Nella terapia dell'ipertensione i dosaggi sono di 0,2-1,2 mg/die.